# Пергаменты Пнома
«Пергаменты Пнома» (англ. Parchments of Pnom) — вымышленная рукопись из произведений американского писателя ужасов Кларка Эштона Смита, которая впервые появилась в рассказе «Из «Пергаментов Пнома» (англ. From the Parchments of Pnom) (1934). Пергаменты Пнома упоминаются в «гиперборейском цикле» и содержат родословную Древних богов, от самого Тсатхоггуа, и включают многие имена божеств Смита. Позже книгу упоминали последователи «Мифов Ктулху». Лин Картер расширил описание книги.

## Описание
«Пергаменты Пнома» написал маг Пном, ведущий специалист по генеалогии и провидец Гипербореи. Пергаменты написаны «Старшим шрифтом» (Elder Script), на языке Гипербореи и содержат родословную Тсатхоггуа, инструкции по созданию тройного круга защиты и множество заклинаний, как незначительных, так и могущественных, предназначенных специально для использования против духов холодного севера. Некоторые части Пергаментов намекают на то, что происхождение человечества было более неприятным, чем нам хотелось бы думать. В них также говорится про невидимых существ, которые отбрасывают тень при свете луны.
Пном из Мнардиса (Mnardis) был великим архивариусом и магом Гипербореи. Эйбон приписывает ему спасение города Урчит (Urcheeth) от невидимого монстра. В одном разделе "Книги Эйбона" говорится, что его наставник Зилак (Zylac) оставил единственную известную копию пергаментов Пнома в Разрушенном Городе Страданий (City Misery Ruined) из астрального царства.

Смит пишет:
Я дополнил приведённую выше схему всеми примечаниями и деталями о Тсатоггуа, коими располагаю на данный момент. Для получения некоторых из них мне пришлось углубиться в «Пергаменты Пнома» (бывшего, как известно, главным генеалогом Гипербореи и выдающимся прорицателем), и мне хорошо известно, что некоторые мои транслитерации с языка Тсат-Йо (tsat-yo) являются весьма спорными...

Доверившись некоторым косвенным ссылкам в летописи Пнома, можно сделать вывод, что Тулу был двоюродным братом Хзиулквоигмнзаха — и при этом более приближенным к азатотическому архетипу, чем оный...

## Вдохновение
«Пергаменты Пнома» представляет собой текст, который был выпущен как эссе редактором журнала «The Acolyte» Франсисом Таунером Лейни на основе письма Смита к Р. Х. Барлоу от 16 сентября 1934. «Пергаменты Пнома» создан путем объединения выдержек из двух писем, первое из которых ранее было опубликовано как «Генеалогическое древо богов». В письмах Смит отвечает на некоторые вопросы Барлоу о Мифах Ктулху, при этом добродушно притворяясь, что на самом деле ознакомился с оккультным трудом, именуемым «Пергаменты Пнома», таким образом действуя так, как если бы он имел дело с настоящей исторической мифологией. Помимо своих собственных рассказов, Смит также ссылается в письме на работы Лавкрафта, лорда Дансени и Джеймса Бранч Кэбелла. Роберт Прайс дополнил эссе выдержками из другого письма Смита к Барлоу (от 10 сентября 1934) и переименовал его в «Из «Пергаментов Пнома»» (From the Parchments of Pnom), что публиковался затем во многих сборниках и изданиях. Прайс пишет, что «Пергаменты Пнома» представляют «строго говоря, не рассказ», но «тем не менее, важный художественный элемент произведений».

### Книга упоминается в произведениях
Кларк Эштон Смит — статья «Пергаменты Пнома» (англ. The Parchments of Pnom, 1934) и рассказ «Пришествие Белого Червя» (англ. The Coming of the White Worm, 1941)
Лин Картер — рассказ «The Madness Out of Time» (1986), рассказ «Dreams of the Black Lotus» (1987), рассказ «The Life of Eibon According to Cyron of Varaad» (1988).
Джозеф С. Пулвер-старший — рассказ «Ритуал Внешней пустоты» (англ. The Ritual of the Outer Void) (2002).
Лоуренс Дж. Кроунфорд — рассказ «Демон кольца» (англ. The Demon of the Ring, 2002), рассказ «Лицо Извне» (англ. The Face from Below, 2002).

## Источник
Harms, Daniel (1998). The Encyclopedia Cthulhiana (2nd ed.). Oakland, CA: Chaosium. ISBN 1-56882-119-0.